# Präludium und Fuge e-Moll BWV 855 (Das Wohltemperierte Klavier, I. Teil)
Präludium und Fuge e-Moll, BWV 855, bilden ein Werkpaar im 1. Teil des Wohltemperierten Klaviers, einer Sammlung von Präludien und Fugen für Tasteninstrumente von Johann Sebastian Bach.

## Präludium
Eine Frühfassung im Klavierbüchlein für Wilhelm Friedemann Bach (BWV 855a) enthält nur 23 Takte. Sie besteht im Wesentlichen aus der Basslinie, wobei auf der ersten und dritten Zählzeit jeweils Akkorde in der rechten Hand hinzukommen. Die spätere Version für das Wohltemperierte Klavier stellt einen fühlbaren Qualitätssprung dar: Bach fügt zur erwähnten Basslinie zunächst eine ausgezierte Melodie in der Oberstimme hinzu. Des Weiteren führt die Kadenz in Takt 23 nun nicht mehr zur Tonika, sondern zur Subdominante a-Moll. Hierauf folgt ein Presto-Teil in virtuosen Sechzehntelläufen, so dass das Stück nun 41 Takte umfasst. Der Vorrang, den Bach – wenn nicht prinzipiell, so doch sehr oft – der linearen Melodik gegenüber der Beachtung der vertikalen Dissonanzen einräumt, zeigt sich im vorletzten Takt mit vier aufeinanderfolgenden Dissonanzen.

## Fuge
Dies ist die einzige zweistimmige Fuge – nicht nur im Wohltemperierten Klavier, sondern im Gesamtwerk Bachs, wenn man von einer nicht sicher beglaubigten Fughetta in c-moll (BWV 961) absieht.
Mit ihren Sechzehntelläufen setzt sie das Präludium unmittelbar fort und überbietet es noch durch ihren aggressiven Ton.
Vielleicht zur Kompensation der Zweistimmigkeit ist das Thema selbst latent zweistimmig, mit einer chromatisch abwärts geführten „Unterstimme“. Es moduliert in die Dominante h-Moll, wird mit einem Sextsprung zu Beginn von Takt 3 abgeschlossen und real beantwortet, worauf der Comes in Takt 5 in der Doppeldominante Fis-Dur endet.
Die 42-taktige Fuge zerfällt in zwei genau gleich lange Teile von 19 Takten, die jeweils durch Einstimmigkeit bzw. durch Unisono abgeschlossen werden. Wie im Präludium endet auch hier der erste Teil in der Subdominante a-Moll. Im zweiten Teil sind im Vergleich zum ersten Ober- und Unterstimme ausgetauscht. Auf den zweiten Teil folgt eine viertaktige Coda, mit einer angedeuteten Engführung. Die beiden Schlusstakte verzichten auf kontrapunktische Stimmführung. Ein verblüffend kurzer, arpeggierter E-Dur-Akkord beendet das Stück gleichsam in der Luft.